# رامبوتان
النافَلْيون أو الرامبوتان (بالإنجليزية: Rambutan)‏ هي شجرة استوائية من الحجم المتوسط في كما أن الاسم يطلق أيضاً على ثمرة هذه الشجرة. يعود أصل الشجرة إلى ماليزيا واندونيسيا وسريلانكا وجنوب شرق آسيا، على الرغم من أن دقة التوزيع الطبيعي للشجرة غير معروفة.
ترتبط ثمرة النافَلْيون أو الرامبوتان ارتباطاً وثيقاً بعدة أنواع أخرى من الفواكه الاستوائية الصالحة للأكل بما في ذلك الليتشي، عين التنين، والمامونسيللو. ومن المعتقد أن يعود أصل الشجرة إلى أرخبيل الملايو.
الرامبوتان في اللغات الإندونيسية والفلبينية والماليزية تعني حرفيا شعر وسبب هذه التسمية هو 'الشعر' الذي يغطي هذه الفاكهة. كما أن هذه الفاكهة تسمى في تايلاند ب(نغوه). في بنما، وكوستاريكا، ونيكاراغوا تُعرف هذه الفاكهة باسم تشينو مأمون.
وهناك نوع آخر يُباع بانتظام في أسواق الملايو تُعرف باسم الرامبوتان البرية حيث أنها أصغر قليلا من المعتاد ومتنوعة الألوان من الأحمر إلى الأصفر.
القشر الخارجي للفاكهة يتم تقشيره ويظهر لب الفاكهة الجاهز للأكل. أما عن مذاقه فهو من حلو إلى حامض كما أنه أحيانا يشبه طعم العنب.

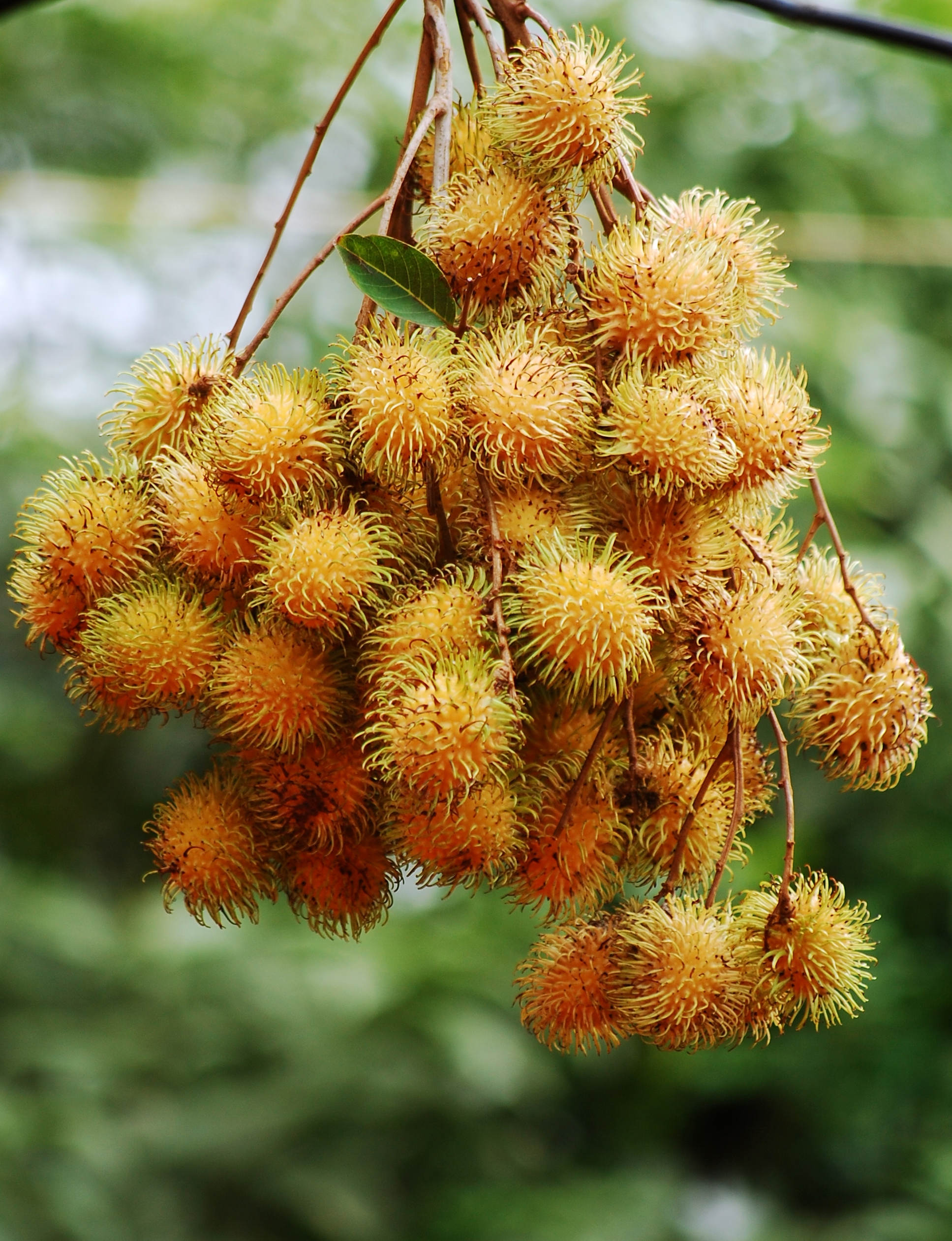

## الوصف
هي شجرة خضراء تنمو إلى ارتفاع 10-20 متر.
الأوراق بطول 10-30 سنتيمترا، ريشية الشكل، مع نشرات 3-11، 5-15 سم كل نشرة على نطاق واسع 3-10 سم، مع هامش بأكمله.
الأزهار صغيرة قطرها 2.5-5 مم.
النافَلْيون أو الرامبوتان من الأشجار التي إما أن تكون من الذكور (ذو سداة الزهور المنتجة فقط، وبالتالي لا تنتج الفواكه) ،أو الإناث (إنتاج الزهور التي ليست سوى وظيفيا أنثى)، أو خنثى (إنتاج الزهور التي هي الأنثى مع نسبة مئوية صغيرة من الزهور من الذكور).
الثمرة الفاكهة هي بيضاوية الشكل يبلغ قطرها 3-6 سم (نادرا ما تكون إلى 8 سم) طويلة القامة.
القشرة مصنوعة من الجلد المحمر (نادرا ما البرتقالي أو الأصفر)، ومغطى من العمود الفقري بطبقة من الشعر، ومن هنا جاءت تسميته «الرامبوتان، المستمدة من الملايو كلمة رامبوت «rambut وهو ما يعني الشعر.
الثمرة شفافة، بيضاء أو وردية باهتة جدا مع طعم حلو، ونكهة معتدلة الحموضة.

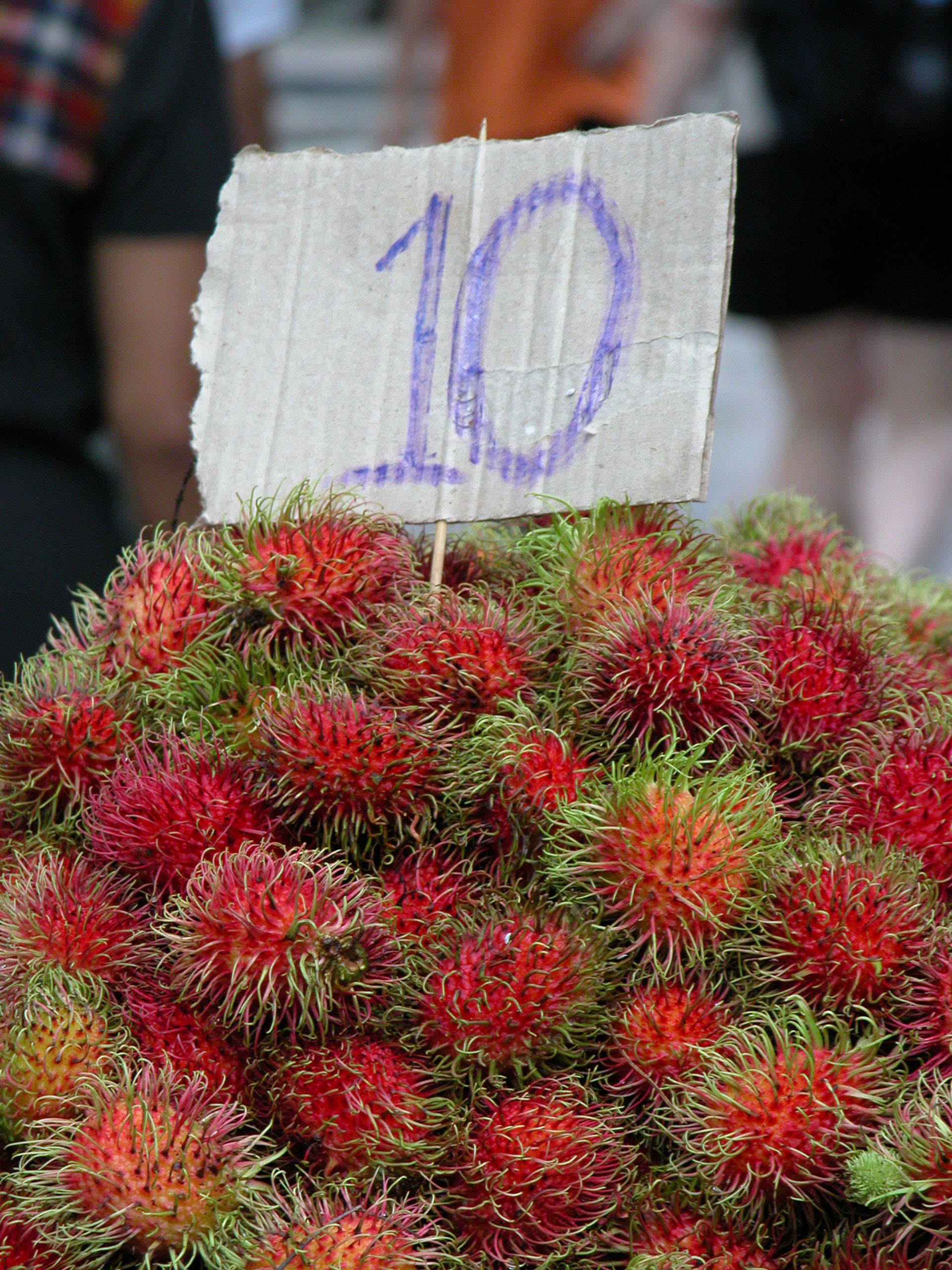
نافَلْيون أو رامبوتان الثاي في إقليم سورات ثاني

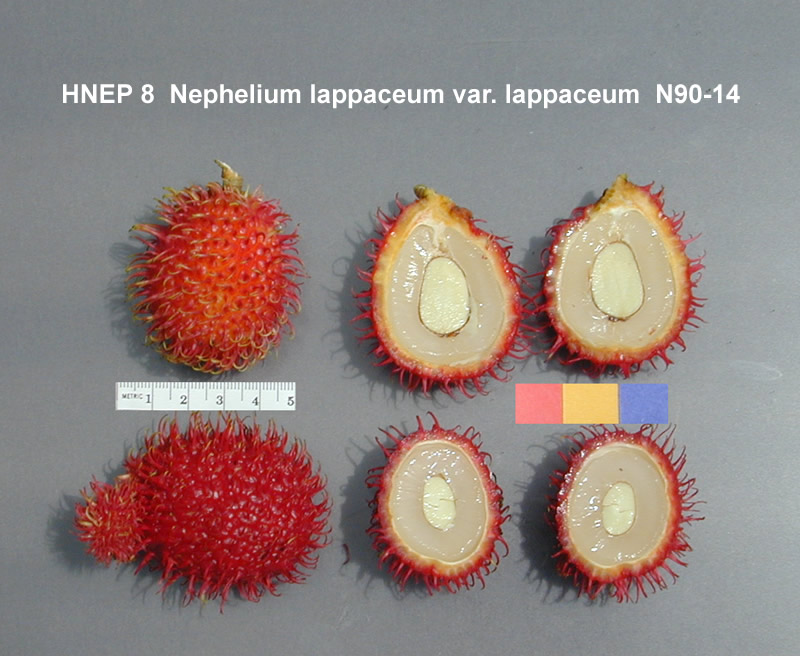
النافَلْيون أو الرامبوتان مقطع ومفتوح

## معرض صور

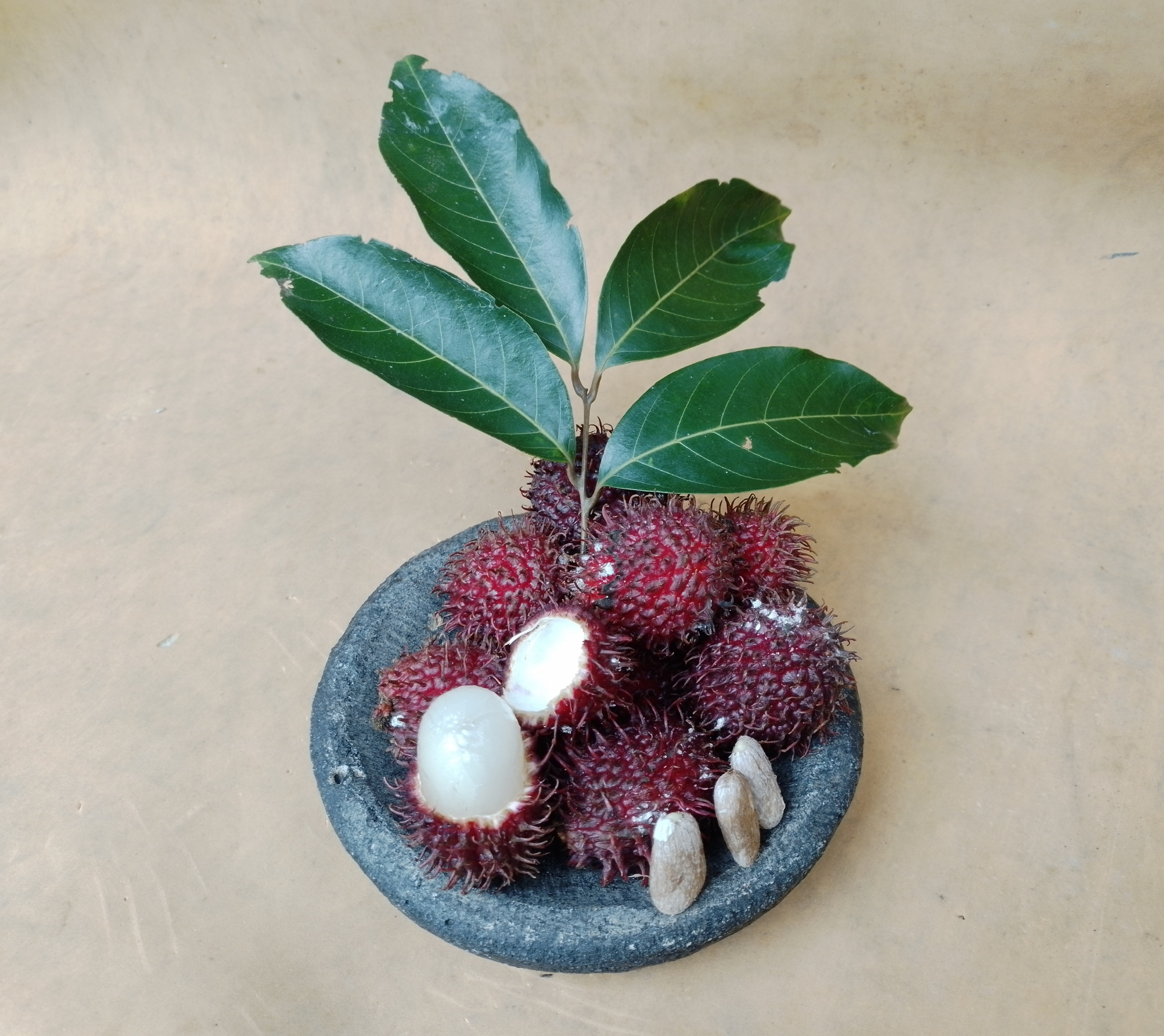
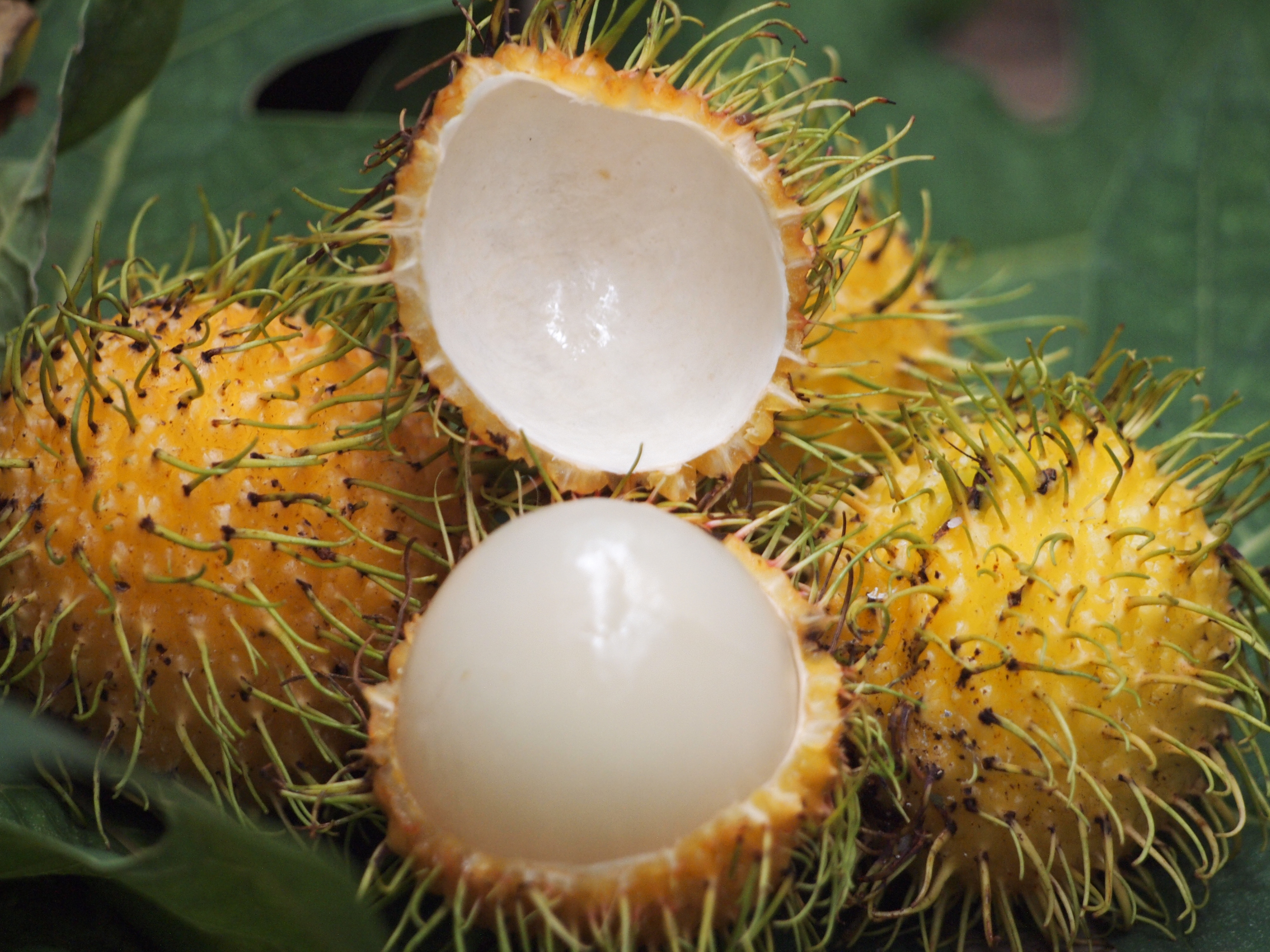
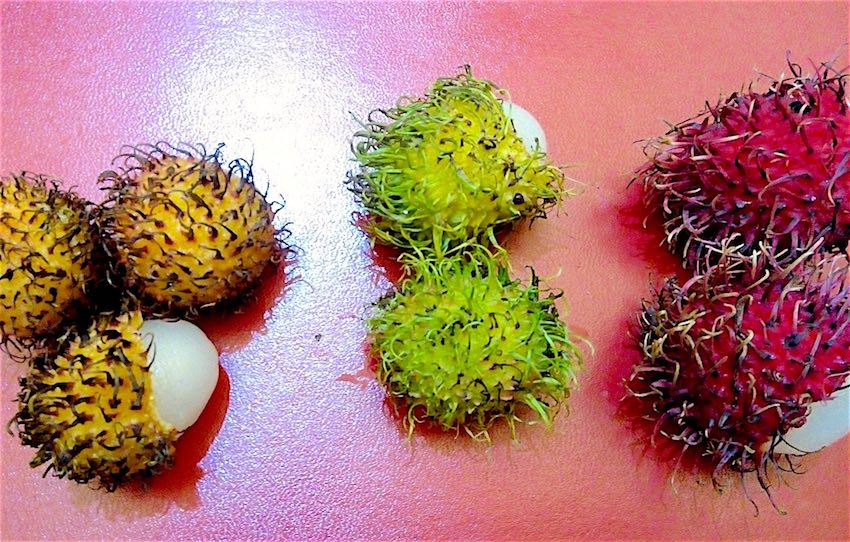
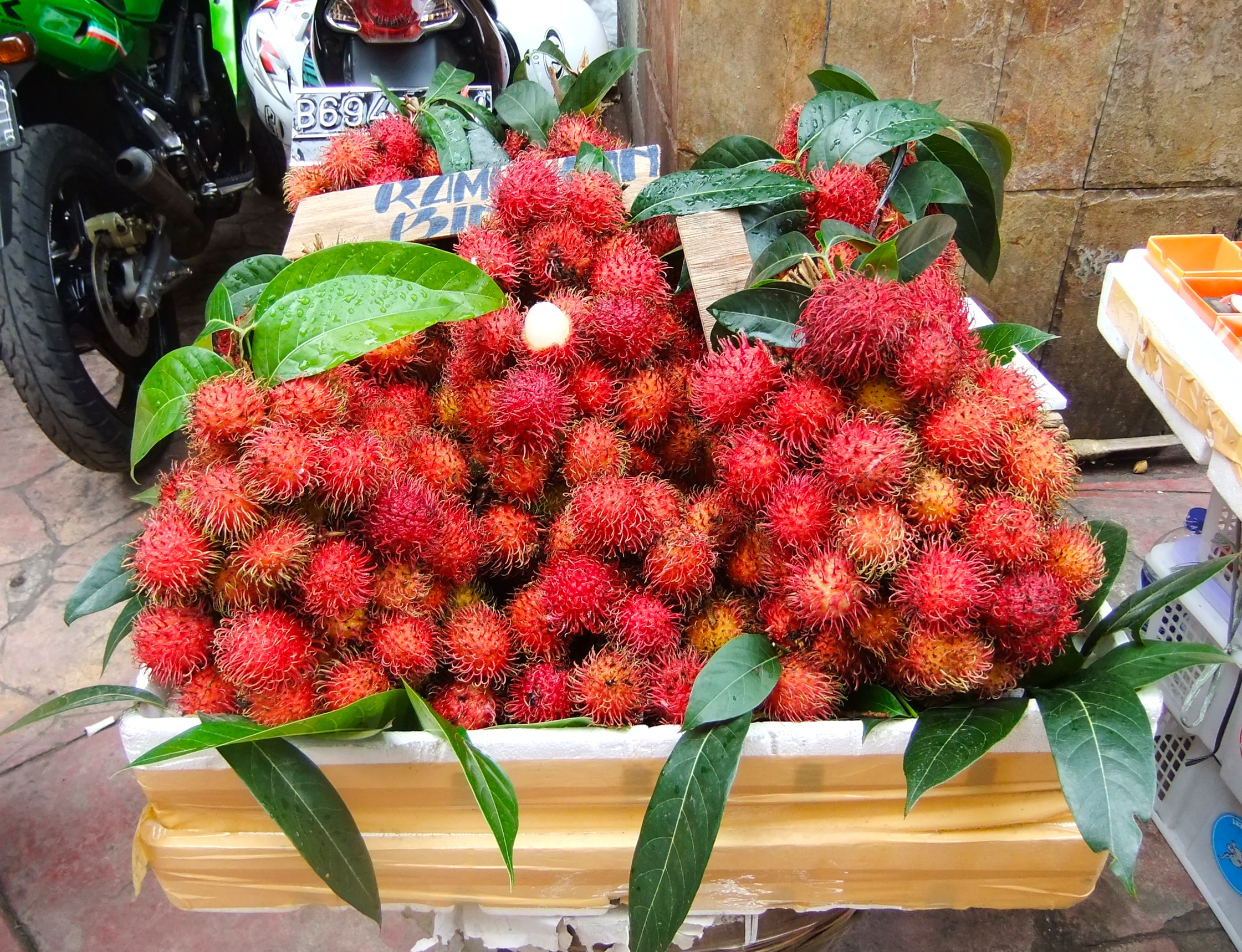
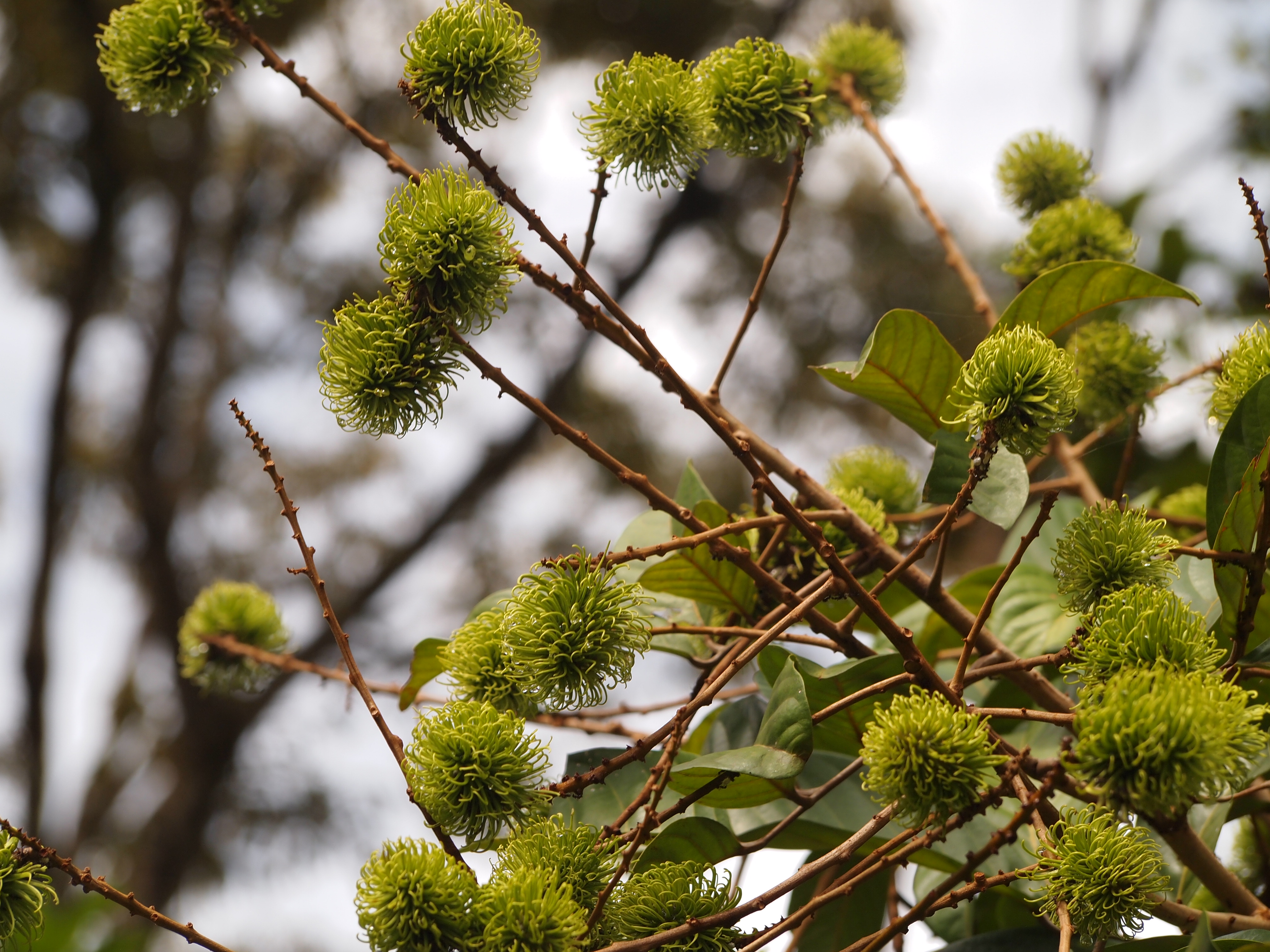

## وصلات خارجية
- مقالة من موسوعة الطعام الآسيوي
- معلومات عامة عن الرامبوتان